# Trilha dos Inconfidentes

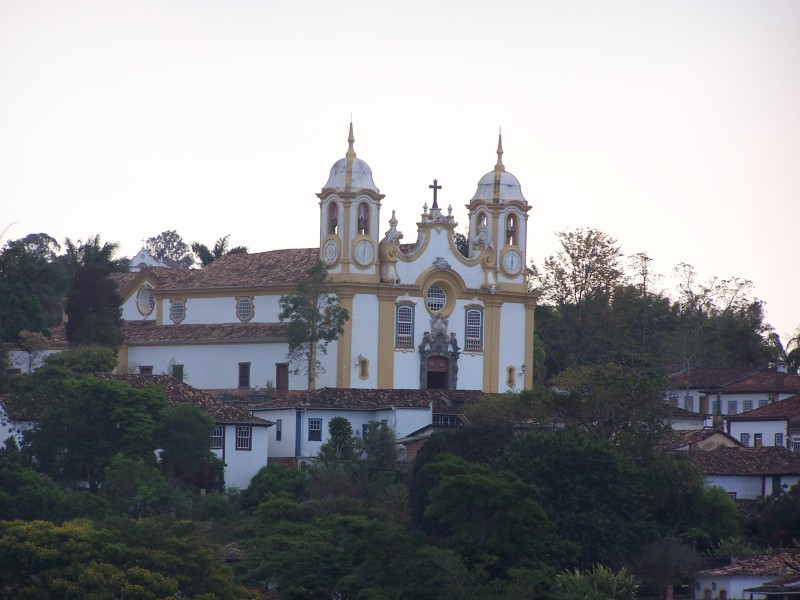
Igreja matriz de Santo Antônio em Tiradentes.

Trilha dos Inconfidentes é um circuito turístico do estado brasileiro de Minas Gerais, que integra a região da Estrada Real.
É constituído por 26 municípios: Alfredo Vasconcelos, Antônio Carlos, Barbacena, Barroso,  Carrancas, Carandaí, Conceição da Barra de Minas, Coronel Xavier Chaves, Desterro do Melo, Dores de Campos, Entre Rios de Minas, Ibituruna, Itutinga, Lagoa Dourada, Madre de Deus de Minas, Nazareno, Piedade do Rio Grande, Prados, Resende Costa, Ritápolis, Santa Bárbara do Tugúrio, Santa Cruz de Minas, São João Del-Rei, São Tiago, São Vicente de Minas e Tiradentes.

## Acesso
O acesso ao circuito é feito pelas rodovias BR-040, BR-265, BR-383, BR-494 e MG-270 e pelos aeroportos de São João del-Rei e de Barbacena.